# Seyrigia multiflora
Seyrigia multiflora är en gurkväxtart som beskrevs av Keraudr. Seyrigia multiflora ingår i släktet Seyrigia och familjen gurkväxter. Inga underarter finns listade i Catalogue of Life.